# 聖托馬斯 (內華達州)
聖托馬斯（英語：St. Thomas）是位於美國內華達州克拉克縣的鬼鎮。

## 歷史
聖托馬斯的郵局於1866年設立，其後於1938年停運。

## 地理
聖托馬斯所處的海拔為高於海平面367米（即1204英呎），而該地所採用的時區為UTC-8，即太平洋时区（PST）。同時該地設有夏令時間，為UTC-8調快一小時，即UTC-7（PDT）。